# Thomas Falk
Thomas Falk (* 3. Oktober 1979 in Duisburg) ist ein deutscher Serienunternehmer, Investor und Gründer von Vinthera, einem Hybrid Venture Fond. Dieser kombiniert Investitionen in VC-Fonds mit direkten Investment-Beteiligungen, um höhere finanzielle Renditen bei ausgewogenem Risiko und schnellerem Kapitalrückfluss zu erzielen. Zuvor war er Gründer und General Partner des US Fonds Revel Partners. Er gilt als einer der wenigen deutschen Internetinvestoren, die sich auch im US-Markt einen Namen gemacht haben.

## Beruflicher Werdegang
Kurz vor seinem Abitur am Adolfinum Moers gründete Thomas Falk 1998 sein erstes Unternehmen, Falk eSolutions. Nach dem Verkauf des Unternehmens an DoubleClick 2006 übernahm Thomas Falk die Position des President EMEA und war somit auf höchster Ebene im internationalen Management tätig. Mit dem Verkauf von DoubleClick an Google verließ er das Unternehmen.
Im Anschluss war Thomas Falk am Aufbau und den nachfolgenden erfolgreichen Transaktionen von EyeWonder, The Trade Desk, United MailSolutions sowie smartclip beteiligt. Er begleitete die Firmen von der Gründung und Internationalisierung bis zum Exit.
In seiner Position als Investor bei dem US-amerikanischen Venture Capital-Fonds Revel Partners investierte Thomas Falk vorwiegend in Unternehmen in der Wachstumsphase.  Zudem war Thomas Falk Vorstandsmitglied des amerikanischen Adtech-Anbieters The Trade Desk.
Im Laufe seiner Karriere spielte er eine entscheidende Rolle bei der Entwicklung zahlreicher Unternehmen bis zum Unicorn-Status und Börsengang (IPO), wie z. B. The Trade Desk Networks. Durch seine langjährige Erfahrung in der Technologie- und Finanzbranche hat Thomas Falk maßgeblich zur Skalierung und Expansion innovativer Unternehmen beigetragen. Sein Schwerpunkt liegt auf der Beteiligung von Start-ups in den Segmenten Defense, Cybersecurity und Krypto.